# Круглов, Алексей Дмитриевич
Алексей Дмитриевич Круглов (20 августа 1929 — 30 декабря 2000, Калуга) — токарь, заслуженный машиностроитель РСФСР (1980), Герой Социалистического Труда (1971).

## Биография
Родился 20 августа 1929 года.
Окончил училище по специальности электрик. В 1949—1953 годах служил на флоте. С 1953 года — токарь-карусельщик Калужского турбинного завода.
В 1965 году награждён орденом Трудового Красного Знамени. За выполнение плановых заданий пятилетки в 1971 году удостоен звания Героя Социалистического Труда.
С 1971 года работал бригадиром комплексной бригады.
В 1974 и 1981 годах награждался бронзовой и серебряной медалями ВДНХ. Заслуженный машиностроитель РСФСР (1980).
31 июля 1985 года награждён орденом Дружбы народов.
Делегат XXV съезда КПСС (1976).
Умер 30 декабря 2000 года в Калуге.